# 도에이정 (아이치현)
도에이정(桃栄町)은 아이치현 니시카스가이군에 설치되었던 정이다. 현재의 기요스시에 해당한다.